# Église Saint-Alban de Saint-Alban-sur-Limagnole
Pour les articles homonymes, voir Église Saint-Alban et Saint Alban.
L'église Saint-Alban de Saint-Alban-sur-Limagnole est une église catholique romaine située à Saint-Alban-sur-Limagnole, sur la via Podensis dans le département de la Lozère, en France.

## Description
L'intérieur de l'église est d'une sobre élégance. La nef, voûtée en berceau brisé, possède cinq travées, la dernière ajoutée en 1819. Les deux chapelles qui s'ouvrent sur la première travée sont aussi des ajouts. Quant à l'abside, en cul-de-four, elle est éclairée par cinq fenêtres ébrasées, qu'entourent de belles arcades en plein cintre. Au sommet des vitraux, des symboles Yin et yang dont les voisins ne connaissent pas l'âge. Des colonnettes les supportent, dont les chapiteaux s'ornent de griffons, de sirènes et même d'un centaure tirant de l’arc.

## Historique
L'édifice a été inscrit au titre des monuments historiques en 1985. De nombreux objets sont référencés dans la base Palissy (voir les notices liées).